# Oakhaven
Oakhaven est un village situé dans l’État américain de l'Arkansas, dans le comté de Hempstead.